# Bunnik
Bunnik este o comună și o localitate în provincia Utrecht, Țările de Jos. 

## Localități componente
Bunnik, Odijk, Werkhoven.